# Anna Haag (femme politique)
Pour les articles homonymes, voir Anna Haag et Haag.
Anna Haag (également connue sous le nom d'Anna Pauline Wilhelmine Schaich), née le 10 juillet 1888 à Althütte et morte le 20 janvier 1982 à Hoffeld, Stuttgart), est une écrivaine, pacifiste, personnalité politique (SPD) et militante allemande des droits des femmes.

## Biographie
Anna Haag grandit avec ses cinq frères et sœurs dans des conditions modestes. Son père est enseignant et son oncle, Ottmar Mergenthaler, est l'inventeur de la Linotype, machine à composer des caractères d’imprimerie.[réf. nécessaire]
La famille déménage à Dettingen an der Erms en 1901, et vit dans le Schlössle, actuel hôtel de ville, jusqu'en 1913. Après l'école primaire, Anna Haag fréquente quelque temps l'école secondaire pour filles de Backnang puis l'école pour femmes au foyer de Reutlingen. Elle travaille ensuite dans la maison de ses parents.
En 1909, elle épouse Albert Haag, futur professeur de mathématiques et de philosophie à Künzelsau. Le couple habite d'abord à Lähn, en Silésie, puis à Treptow an der Rega, en Poméranie, où Albert Haag est enseignant. Leur fille Isolde naît en 1910. En 1912, ils déménagent à Bucarest, où Anna Haag commence à écrire pour des journaux allemands. Leur seconde fille, Sigrid, voit le jour en 1915. En 1916, alors que son mari est interné à Bucarest, Anna Haag gère un centre pour réfugiés, puis un dortoir pour travailleurs allemands.
Après la Première Guerre mondiale, la famille retourne à Nürtingen, dans le Wurtemberg. C'est là que Haag commence à écrire des romans, tandis que son mari reprend son métier de professeur de mathématiques. Leur fils Rudolf naît en 1922 et Anna Haag commence à publier son Journal d'une mère dans plusieurs journaux allemands. En 1926, la famille s'installe à Stuttgart, où le roman autobiographique de Haag Die vier Roserkinder est publié.
À l'époque du national-socialisme, Albert Haag est muté sans son consentement pour avoir fait des déclarations pacifistes,.
Des témoignages contradictoires existent sur une éventuelle interdiction de publication de Anna Haag pendant cette période. Selon Knut von Harbou, Anna Haag est interdite de publication en raison de son engagement auprès de la Ligue internationale des femmes pour la paix et la liberté, qui est dissoute en 1933. Günter Randecker contredit cependant cette affirmation et cite plusieurs textes, ainsi qu'un extrait de son roman Die vier Roserkinder, publié en 1939-1940 dans l'annuaire Wir Mädel du Bund Deutscher Mädel.
Après la Seconde Guerre mondiale, Anna Haag effectue des tournées de conférences aux États-Unis afin d'y contrer l'image négative que possède alors l'Allemagne. À Stuttgart, elle cofonde le Club féminin américano-allemand. Elle s'engage également dans le Paritätischer Wohlfahrtsverband, la Maison associative pour la neurochirurgie, et s'implique dans la création de la clinique psychothérapeutique de Stuttgart-Sonnenberg.[réf. nécessaire]
Après sa mort en 1982, elle est enterrée au cimetière de Birkach.

## Les Journaux intimes secrets
De 1940 au 22 avril 1945, Haag écrit environ « vingt volumes pleins de notes clairvoyantes sur la vie dans le Troisième Reich ». Haag le cache d'abord dans son sous-sol, puis l'enterre dans le jardin.
Après la guerre, elle fait de ces journaux un tapuscrit de 500 pages, mais ne parvient pas à trouver d'éditeur. En 1968, certaines parties de ce document sont reprises dans son autobiographie Das Glück zu Leben puis, en 1981, sa fille en cède l'intégralité aux Archives de la ville de Stuttgart. En 2003, son fils en publie d'autres extraits et, treize ans plus tard, des extraits des journaux intimes de l'ancien directeur du Center for German-Jewish Studies, Edward Timms, paraissent dans son étude Anna Haag and her Secret Diary of the Second World War. Response to the Catastrophe of National Socialism. Le livre de Timm est publié en allemand trois ans plus tard.[réf. nécessaire]
En 2021, l'intégralité du tapuscrit paraît pour la première fois sous le titre Denken ist heute überhaupt nicht mehr Mode (La pensée n'est plus du tout à la mode). Dans les journaux, il devient clair que Haag était une opposante au nazisme et qu'elle y voyait la négation de toutes les valeurs humaines.[réf. nécessaire]

## Activité politique
Anna Haag rejoint le SPD pendant la République de Weimar car elle est convaincue qu'il s'agit du meilleur moyen de parvenir à une Allemagne démocratique. En raison de ses expériences durant la Première Guerre mondiale, elle fait aussi campagne avec véhémence pour la paix et espère pouvoir faire de même au sein de sa nouvelle formation. En 1925, elle rejoint la Ligue internationale des femmes pour la paix et la liberté, fondée en 1915, qui, à partir de 1919, dispose également d'une section allemande. De même, en 1945, elle fait revivre la branche wurtembergeoise de la Ligue féminine et en prend la présidence.
Après la Seconde Guerre mondiale, Anna Haag participe à la reconstruction de Stuttgart et défend l'éducation politique des femmes. En 1949, elle publie le magazine Die Weltbürgerin, dans le but de convaincre les femmes de leur part de responsabilité politique. Anna Haag est, entre autres, membre du conseil consultatif municipal de la ville de Stuttgart et cofondatrice du groupe de travail des femmes de la ville. En 1951, elle fonde le foyer pour jeunes femmes, aujourd'hui appelé Anna-Haag-Haus, à Bad Cannstatt.
En 1946, Anna Haag est nommée à l'Assemblée d'État constitutionnelle pour le SPD, puis au premier Parlement d'État de Wurtemberg-Bade. Elle y préconise notamment la suspension temporaire des poursuites pénales en lien avec l'article § 218. Elle reste membre du parlement de l'État jusqu'en 1950, après quoi, elle choisit de se concentrer davantage sur son travail social et littéraire.
Anna Haag s'engage à reconnaître le travail de femme au foyer comme un travail à part entière et cofonde l'association des femmes dans cette optique. Elle milite pour le rejet de l'obligation d'effectuer le service militaire avec une arme. La phrase « Nul ne peut être contraint de faire son service militaire avec une arme » de la loi no 1007 de l'État de Wurtemberg-Bade, qui a été introduite par Haag, a été incorporée dans la Loi fondamentale de la République fédérale d'Allemagne sous une forme restreinte en 1949 (« Nul n'est autorisé à agir contre sa conscience Service militaire forcé avec une arme », article 4, paragraphe 3 de la Loi fondamentale).

## Honneurs et récompenses
- Croix d'officier de l'ordre du Mérite de la République fédérale d'Allemagne - 1re classe (3 juillet 1958)[14]
- Médaille d'or Staufer du Bade-Wurtemberg
- Médaille du Mérite de l'État du Bade-Wurtemberg (1975)
- Médaille du Citoyen de la ville de Stuttgart (1978)
- Médaille d'Accueil de l'État du Bade-Wurtemberg (1980)

Deux rues de Stuttgart portent son nom, l'une d'elles à proximité immédiate de sa tombe. On compte également des plaques commémoratives sur Anna-Haag-Platz à Stuttgart-Sillenbuch.
Deux écoles primaires portent son nom - une dans son Althütte natale, et une à Nürtingen-Neckarhausen. Par ailleurs, l'école de travaux ménagers de Backnang, la Maison multigénérationnelle Anna-Haag à Bad Cannstatt et la salle des mariages et des groupes politiques de la mairie de Dettinger Schlössle portent son nom.

## Œuvres
- (de) Die vier Roserkinder : Geschichten aus einem Waldschulhaus, Salzer, Heilbronn, 1991.
- (de) Renate und Brigitte, Berlin, Otto Uhlmann Verlag, 1937 (auparavant publié sous forme de feuilleton dans le Stuttgarter Neues Tagblatt (de)).
- (de) Ursula macht Inventur, Leipzig, Leipziger Abendpost, 1935 (publié sous forme de feuilleton dans le Leipziger Abendpost (de)).
- (de) Paul fliegt raus!, Bale, Basler Zeitung, 1937 (publié sous forme de feuilleton dans le Basler Zeitung).
- (de) … und wir Frauen?, Stuttgart, Ligue contre le fascisme, 1954 (publié par le Groupe Württemberg  de la Ligue internationale des femmes pour la liberté et la paix).
- (de) Frau und Politik, Karlsruhe, Volk und Zeit, 1946 (Discours pour un groupe de femmes du SPD).
- (de) Anna Haag (ed.), Die Weltbürgerin, premier cahier en février 1949.
- (de) Ich reise nach Amerika, Stuttgart, Klett, 1950.
- (de) Zum Mitnehmen : Ein bißchen Heiterkeit, Stuttgart, Bonz, 1967.
- (de) Das Glück zu leben : Erinnerungen an bewegte Jahre, Stuttgart, Bonz, 1968.
- (de) Gesucht : Fräulein mit Engelsgeduld; ein vergnüglicher Roman, Stuttgart, Bonz, 1969.
- (de) Der vergessene Liebesbrief und andere Weihnachts- und Silvestergeschichten, Stuttgart, Bonz, 1969.
- (de) Zu meiner Zeit, Mühlacker, Stieglitz-Verlag Händle, 1978 (ISBN 3-7987-0175-X) (Souvenirs).
- (de) Für einen Nachmittag, Mühlacker, Stieglitz-Verlag Händle, 1980 (ISBN 3-7987-0187-3) (Reflexions et souvenirs).
- (de) Leben und gelebt werden : Erinnerungen und Betrachtungen, Tübingen, publié par Rudolf Haag. Silberburg, 2003 (ISBN 978-3-87407-562-6).
- (de) Jennifer Holleis (postface), „Denken ist heute überhaupt nicht mehr Mode“. Tagebuch 1940–1945, Stuttgart, Reclam, 2021 (ISBN 978-3-15-011313-4).